# Raphaël Drent
Raphaël Drent (Tiel, 1967) is een Nederlands fotograaf. Als persfotograaf werkt hij onder meer voor dagbladen als de Gelderlander, het Algemeen Dagblad en vroeger ook het Utrechts Nieuwsblad en vakbladen als Voetbal International. Daarnaast is hij gespecialiseerd in portretfotografie. Vanaf 2012 won hij vier achtereenvolgende jaren een eerste prijs in de wedstrijd Gelders Nieuwsfoto, georganiseerd door Foto21, de provincie Gelderland, het CODA Museum, de Stentor en de Gelderlander.

## Leven en werk
Op zijn zestiende ging Drent in de leer bij zijn vader, reclamefotograaf Louis Drent jr., en bij zijn oom Peter Drent die een persbureau bezat. Sinds 1990 is hij zelfstandig fotograaf.
De foto's die hij maakte als huisfotograaf van Appelpop zijn verscheidene keren genomineerd voor de beste Gelderse Nieuwsfoto van het jaar. Daarnaast won hij de volgende prijzen:
- 1991 Winnaar Gelderland Persfoto met een foto van Koningin Beatrix en Prins Claus
- 2012 Winnaar Gelders Nieuwsfoto met een foto van een Syrisch gezin dat uitgezet dreigde te worden
- 2013 Winnaar Gelders Nieuwsfoto, categorie Publieksprijs, met een foto van Madness gemaakt tijdens Appelpop
- 2014 Winnaar Gelders Nieuwsfoto, categorie Kunst, Cultuur & Entertainment en categorie Publieksprijs, met een foto van Candy Dulfer en een geëmotioneerde René van Zon
- 2015 Winnaar Gelders Nieuwsfoto, categorie Portretten, met een foto van de gehandicapte zwemmer Yanu
- 2019 Winnaar Gelders Nieuwsfoto, categorie Publieksprijs, met een foto van zijn zoon die door een gazonsproeier springt

In 2023 was in cultuurcentrum Zinder de foto-expositie Tiel in coronatijd te zien, die Drent maakte op verzoek van de gemeente Tiel. Het gelijknamige boek bevat 130 foto’s van de stad en zijn inwoners tijdens de coronacrisis, en interviews door Tessa Ariaans.

## Familie
Naast zijn eigen fotobureau werkt Drent in het familiecollectief Drentfotografengroep.
- International Standard Name Identifier: 0000 0003 9083 5708
- Nederlandse Thesaurus van Auteursnamen: 322944775
- Virtual International Authority File: 284536906
- WorldCat: E39PBJbtkF6tDpWqPGqfwx3qQq